# Río Yser
El río Yser  (en neerlandés Ĳzer) es un río de Francia y Bélgica. Nace entre Buysscheure y Lederzeele (Norte), a sólo 35 m sobre el nivel del mar, y desemboca en el mar del Norte en Nieuwpoort (Flandes Occidental, Bélgica), tras un curso de 78 kilómetros. Es uno de los tres ríos que desembocan en el mar en territorio belga.
Su cuenca abarca 381km². Aunque desde la época romana hasta mediado el siglo XX fue una vía de navegación comercial, en la actualidad se limita a la navegación de placer.
Las ciudades más importantes de su curso son Diksmuide y Nieuwpoort.